# Mario Yubini
Mario Hernán Iubini Carreño, kurz Mario Iubini oder manchmal auch Mario Carreño, (* 14. Januar 1954 in Talcahuano) ist ein ehemaliger chilenischer Fußballspieler. Der Stürmer gewann vier nationale Meisterschaften in drei Ländern.

## Karriere
Mario Iubini begann seine Karriere 1973 bei Audax Italiano. Bereits 1974 wechselte er ins Ausland und spielte für Aigle Noir aus Haiti. Anschließend lief er von 1975 bis 1982 für Klubs aus den mittelamerikanischen Ligen in El Salvador, Honduras und Guatemala auf. In dieser Zeit wurde er in allen drei ersten Ligen nationaler Meister, in Guatemala sogar zwei Mal. Nach der Rückkehr nach Chile 1983, wo er für Regional Atacama und später für erneut für Audax Italiano unter Vertrag stand, ließ der Offensivakteur seine Karriere in den USA und in El Salvador bei Cojutepeque ausklingen.

## Erfolge
Comunicaciones
- Guatemaltekischer Meister: 1977

Aurora
- Guatemaltekischer Meister: 1978

Santiagueño
- Salvadorianischer Meister: 1979/80

Olimpia
- Honduranischer Meister: 1982/83

## Auszeichnungen
- Torschützenkönig der Liga Nacional de Fútbol Profesional de Honduras: 1979